# باک آدامز
باک آدامز (انگلیسی: Buck Adams؛ زاده ۱۵ نوامبر ۱۹۵۵ درگذشته ۲۸ اکتبر ۲۰۰۸) یک بازیگر پورنوگرافی اهل ایالات متحده آمریکا بود.